# Bandiera di Samara

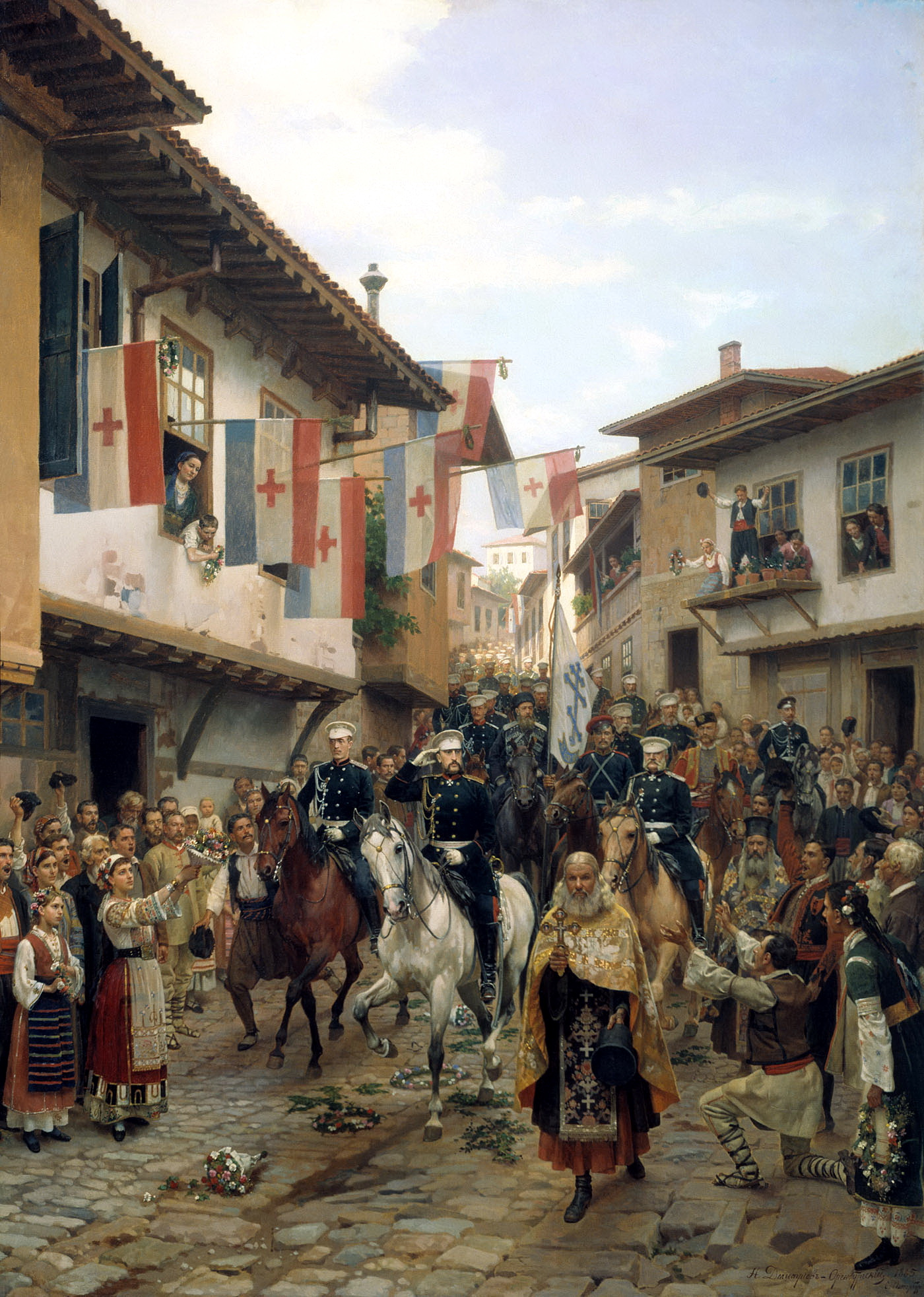
Bandiera di Samara a Veliko Tărnovo il 30 giugno 1877.

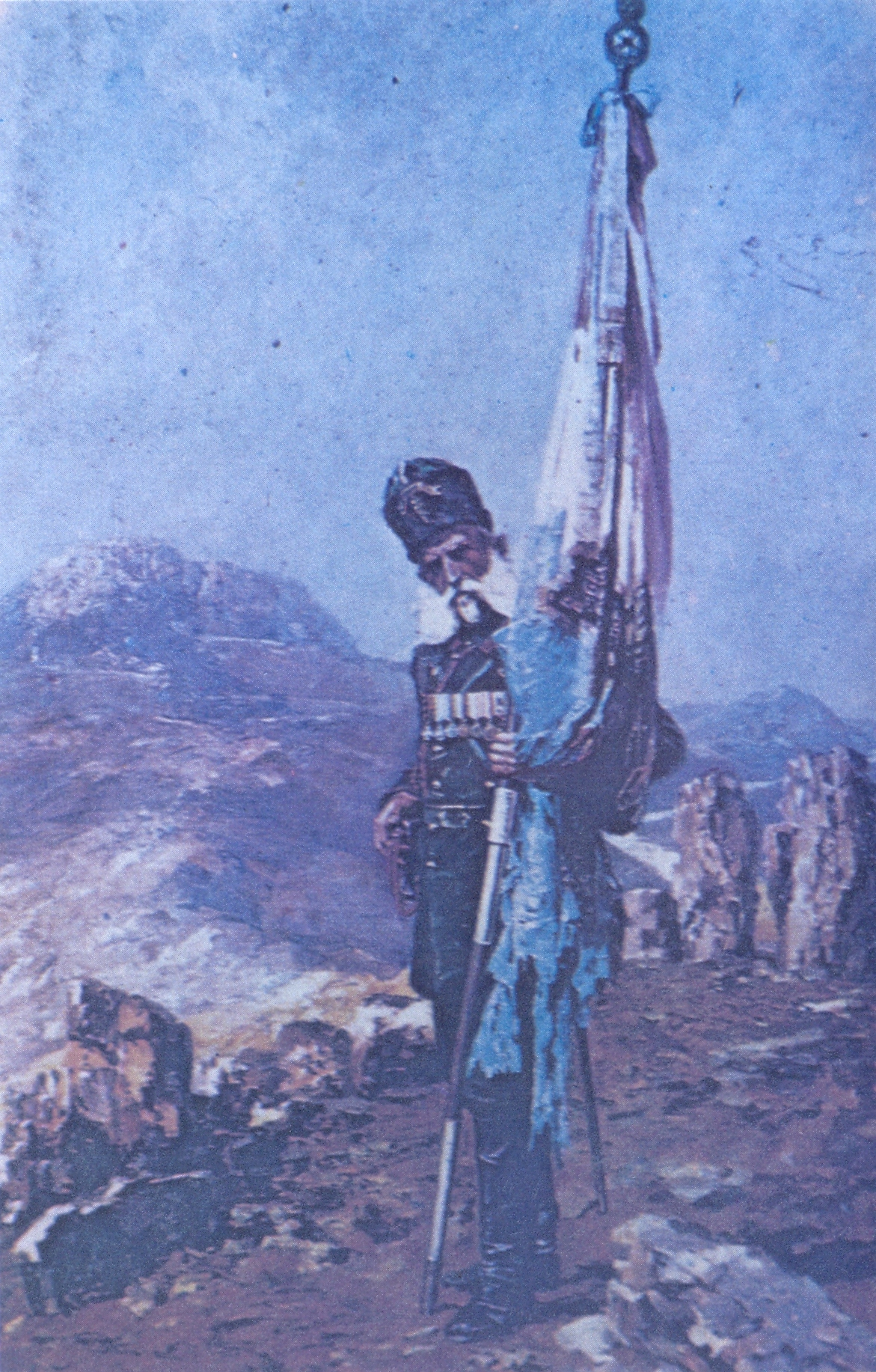
Bandiera di Samara di Jaroslav Vešin, 1911

La bandiera di Samara è una bandiera di battaglia bulgara, un santuario nazionale, una bandiera della libertà e uno dei simboli militari più importanti dell'esercito bulgaro.
L'iniziatore della sua cucitura fu Pyotr Alabin, un aristocratico russo la cui madre era francese. È stato cucito da suore della città di Samara, in Russia, ed è stato donato alla milizia bulgara durante la guerra russo-turca (1877-1878). La bandiera è stata solennemente consegnata ai volontari bulgari dell'esercito imperiale russo da Nikolaj Romanov a Ploiești.
La bandiera dedicata ai partecipanti alla rivolta d'aprile prese parte alla battaglia del passo di Šipka, grazie alla quale l'esercito ottomano sbloccante non riuscì a venire in aiuto dell'assedio di Pleven e la guerra fu vinta dalla Russia e la Bulgaria tornò sulla mappa politica.
La bandiera è simbolica, non solo per il suo luogo di consegna, ma anche per Samara associata alla Bulgaria del Volga, città che è ora la capitale dell'industria spaziale russa, e durante la seconda guerra mondiale fu preparata come capitale della Russia in tempo di guerra con un bunker per Stalin.
L'unica bandiera nella storia della Bulgaria, insignita dell'Ordine militare al Coraggio.